# Chauvency-Saint-Hubert
Pour les articles homonymes, voir Chauvency et Saint-Hubert.
Chauvency-Saint-Hubert est une commune française située dans le département de la Meuse, en région Grand Est. Chauvency-Saint-Hubert fait partie de la Lorraine gaumaise.

## Géographie

### Hydrographie
La commune est dans le bassin versant de la Meuse au sein du bassin Rhin-Meuse. Elle est drainée par la Chiers, le ruisseau du Bouillon et le Ravin de Tanree,.
La Chiers, d'une longueur de 127 km, prend sa source dans la commune de Mont-Saint-Martin et se jette  dans la Meuse à Remilly-Aillicourt, après avoir traversé 46 communes. Les caractéristiques hydrologiques de la Chiers sont données par la station hydrologique située sur la commune de Chauvency-le-Château. Le débit moyen mensuel est de 22 m3/s. Le débit moyen journalier maximum est de 272 m3/s, atteint lors de la crue du 21 décembre 1993. Le débit instantané maximal est quant à lui de 336 m3/s, atteint le 23 janvier 1995.

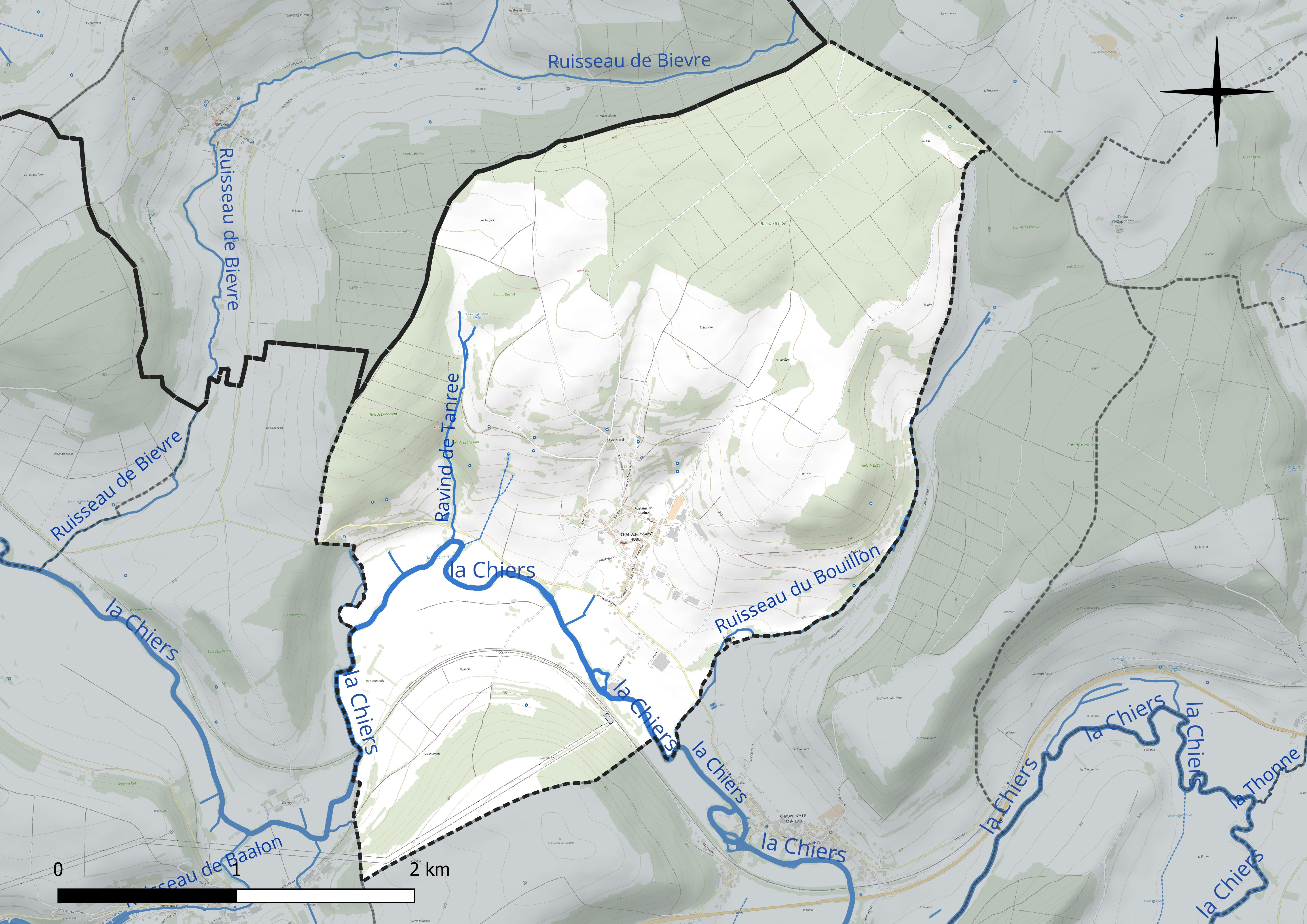
Réseau hydrographique de Chauvency-Saint-Hubert.

### Climat
Pour des articles plus généraux, voir Climat du Grand Est et Climat de la Meuse.
En 2010, le climat de la commune est de type climat de montagne, selon une étude du Centre national de la recherche scientifique s'appuyant sur une série de données couvrant la période 1971-2000. En 2020, Météo-France publie une typologie des climats de la France métropolitaine dans laquelle la commune est dans une zone de transition entre le climat océanique altéré et le climat océanique altéré et est dans la région climatique  Lorraine, plateau de Langres, Morvan, caractérisée par un hiver rude (1,5 °C), des vents modérés et des brouillards fréquents en automne et hiver. 
Pour la période 1971-2000, la température annuelle moyenne est de 9,5 °C, avec une amplitude thermique annuelle de 15,7 °C. Le cumul annuel moyen de précipitations est de 990 mm, avec 14,2 jours de précipitations en janvier et 10 jours en juillet. Pour la période 1991-2020, la température moyenne annuelle observée sur la station météorologique de Météo-France la plus proche, « Linay », sur la commune de Linay à 10 km à vol d'oiseau, est de 10,4 °C et le cumul annuel moyen de précipitations est de 969,0 mm. 
La température maximale relevée sur cette station est de 42 °C, atteinte le 25 juillet 2019 ; la température minimale est de −24 °C, atteinte le 9 janvier 1985,,. 
Les paramètres climatiques de la commune ont été estimés pour le milieu du siècle (2041-2070) selon différents scénarios d'émission de gaz à effet de serre à partir des nouvelles projections climatiques de référence DRIAS-2020. Ils sont consultables sur un site dédié publié par Météo-France en novembre 2022.

## Urbanisme

### Typologie
Au 1er janvier 2024, Chauvency-Saint-Hubert est catégorisée commune rurale à habitat dispersé, selon la nouvelle grille communale de densité à sept niveaux définie par l'Insee en 2022.
Elle est située hors unité urbaine et hors attraction des villes,.

### Occupation des sols
L'occupation des sols de la commune, telle qu'elle ressort de la base de données européenne d’occupation biophysique des sols Corine Land Cover (CLC), est marquée par l'importance des territoires agricoles (59,1 % en 2018), une proportion sensiblement équivalente à celle de 1990 (59,4 %). La répartition détaillée en 2018 est la suivante : 
forêts (37,7 %), prairies (28,3 %), terres arables (23,2 %), zones agricoles hétérogènes (7,6 %), zones urbanisées (3,2 %). L'évolution de l’occupation des sols de la commune et de ses infrastructures peut être observée sur les différentes représentations cartographiques du territoire : la carte de Cassini (XVIIIe siècle), la carte d'état-major (1820-1866) et les cartes ou photos aériennes de l'IGN pour la période actuelle (1950 à aujourd'hui).

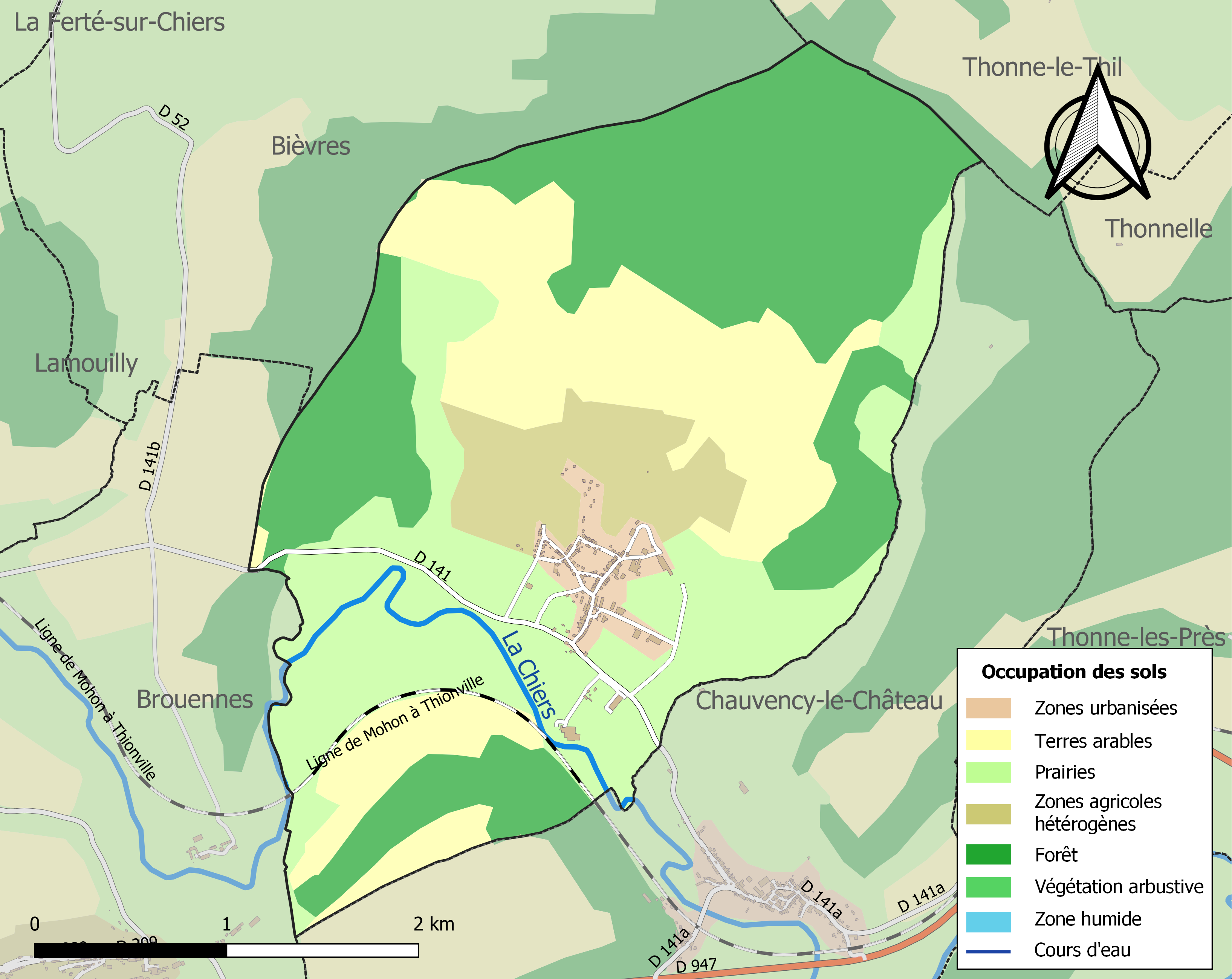
Carte des infrastructures et de l'occupation des sols de la commune en 2018 (CLC).

## Toponymie
Le nom de la localité est attesté sous les formes Cavisiacum (1157) ; Calviacum (1169) ; Calviciacum, Calvinciacum (1179) ; Chavecy, Chauency (1240) ; Chauvency-Sti-Huberti (1364-1373) ; Calviniacum (XIVe siècle) ; Chauvency-Sainct-Hubert (1529) ; Chevancey (1656)[réf. nécessaire].
Saint-Hubert est un hagiotoponyme qui fait référence à l'Abbaye de Saint-Hubert.

## Histoire
En 955 (ou plutôt 956), Étienne, comte de Porcien, donna à Saint-Hubert la moitié de Chauvency (comté d'Ivois), pour racheter le dommage qu'il avait causé à l'abbaye en édifiant le château de Mirwart. De là vient le nom de Chauvency-Saint-Hubert (par opposition à Chauvency-le-Château).
Elle faisait partie de 1659 à 1790 du Luxembourg français, bailliage et assises de Montmédy, coutume de Thionville. Elle était rattachée au diocèse de Trèves.

## Politique et administration
| Période                                  | Période   | Identité          | Étiquette | Qualité |
| ---------------------------------------- | --------- | ----------------- | --------- | ------- |
| Les données manquantes sont à compléter. |           |                   |           |         |
| avant 1981                               | ?         | Ghislain Thiérion |           |         |
| avant 1995                               | mars 2014 | Daniel Hognat     |           |         |
| mars 2014                                | mai 2020  | Alain Prud'Homme  |           |         |
| mai 2020                                 | En cours  | David Alexandre   |           |         |

## Population et société

### Démographie
L'évolution du nombre d'habitants est connue à travers les recensements de la population effectués dans la commune depuis 1793. Pour les communes de moins de 10 000 habitants, une enquête de recensement portant sur toute la population est réalisée tous les cinq ans, les populations de référence des années intermédiaires étant quant à elles estimées par interpolation ou extrapolation. Pour la commune, le premier recensement exhaustif entrant dans le cadre du nouveau dispositif a été réalisé en 2008.

En 2022, la commune comptait 216 habitants, en évolution de −13,25 % par rapport à 2016 (Meuse : −4,4 %, France hors Mayotte : +2,11 %).
| 1793 | 1800 | 1806 | 1821 | 1831 | 1836 | 1841 | 1846 | 1851 |
| ---- | ---- | ---- | ---- | ---- | ---- | ---- | ---- | ---- |
| 454  | 468  | 548  | 547  | 577  | 579  | 599  | 587  | 621  |

| 1856 | 1861 | 1866 | 1872 | 1876 | 1881 | 1886 | 1891 | 1896 |
| ---- | ---- | ---- | ---- | ---- | ---- | ---- | ---- | ---- |
| 578  | 605  | 583  | 582  | 585  | 564  | 504  | 513  | 442  |

| 1901 | 1906 | 1911 | 1921 | 1926 | 1931 | 1936 | 1946 | 1954 |
| ---- | ---- | ---- | ---- | ---- | ---- | ---- | ---- | ---- |
| 405  | 372  | 382  | 353  | 345  | 313  | 321  | 321  | 310  |

| 1962 | 1968 | 1975 | 1982 | 1990 | 1999 | 2006 | 2008 | 2013 |
| ---- | ---- | ---- | ---- | ---- | ---- | ---- | ---- | ---- |
| 292  | 299  | 241  | 222  | 223  | 208  | 238  | 246  | 255  |

| 2018 | 2022 | - | - | - | - | - | - | - |
| ---- | ---- | - | - | - | - | - | - | - |
| 229  | 216  | - | - | - | - | - | - | - |

## Culture locale et patrimoine

### Lieux et monuments
L'église de Chauvency-Saint-Hubert possède une petite bretèche pour défendre son portail.

### Héraldique
| Blason de Chauvency-Saint-Hubert | Blason  | Parti : au 1er d'or au haut-fourneau flamboyant de gueules ; au 2e de gueules à la demi-ramure de cerf posée en pal.                                |
| Blason de Chauvency-Saint-Hubert | Détails | Création Dominique LACORDE, Dominique LARCHER avec les conseils de la Commission Héraldique de l'UCGL et adopté par la commune le 11 décembre 2012. |